# Сель-Ункур
Сель-Ункур (Сельункур, Сель-Унгур, Сельунгур, кирг. Сел-Үңкүр) — печера в Південній Киргизії, на західній околиці міста Айдаркен в Кадамжайському районі Баткенській області, у Ферганській долині, біля підніжжя хребта Ешме-Тоо. В печері виявлено стоянку кам'яної доби. Є єдиним стратифікованим об'єктом на території Південної Киргизії, який відносять до раннього палеоліту.

## Етимологія назви
Поширений тюркський термін ункур, унгур — печера, щілина в скелях, яма, глибока тіснина, провал, кирг. үңкүр — печера, грот, заглиблення в скелях.

## Географія
Печера Сель-Ункур розташована на висоті 30-40 м над рівнем долини і звернена на схід широким, округлим склепінням, що досягало у висоту приблизно 25 м, у ширину біля входу — 20 м, а в глибину близько 50 м. Печера сира, стеля закопчена, по мірі заглиблення підлога підвищується, в глибині видно величезні блоки відвалів.

## Дослідження
У 1955 році палеолітичний загін АН Киргизької РСР досліджував печеру Сель-Ункур. Перший шурф заклав у печері Антанас Пошка, потім Олексій Окладников і археолог-краєзнавець П. Т. Конопля з Фергани. В 1964 році печеру обстежив Ферганський археологічний загін АН УзРСР. Шурфи виявили на глибині 1,1 м декілька відщеп. Матеріал для виготовлення знарядь був принесений, в печері і долині подібний матеріал не знайдено. Від 1980 року регулярні розкопки проводилися під керівництвом Уткура Ісламовича Ісламова. Протягом 2014—2016 років археологічні розкопки в печерах Сель-Ункур і Обишир проводила міжнародна експедиція «Росія-Киргизстан-Німеччина».
Уткур Ісламов відносить знахідки, виявлені в пухких відкладеннях печери, до ашельської традиції і датує нижнім плейстоценом. Леонід Вишняцький відносить стоянку Сель-Ункур до раннього палеоліту і до галькової культури. Вадим Ранов відносить стоянку Сель-Ункур до нижнього плейстоцену, до заключного етапу каратауської галькової культури, ряд інших дослідників — до середнього плейстоцену.
Вчені припускають, що давня людина вперше заселила територію Південної Киргизії в епоху раннього палеоліту. Цей процес пов'язаний з носіями галькових традицій у первинній і вторинній обробці каменю. В археологічних матеріалах печери Сель-Ункур спостерігається накладення привнесеної пізньоашельської традиції на давніші місцеві галькові традиції, найяскравіше представлені в первинній обробці каменю, за значної частки елементів середнього палеоліту.
В 1980-х роках у печері Сель-Ункур виявлено добре збережений череп, пізніше виявлено фрагменти черепа, плечову кістку і зуби (3 верхніх різці і 3 нижніх премоляри) давньої людини, які були імовірно інтерпретовані, як належні одній з архаїчних форм людини прямоходячої (архантропам). Запропоноване тоді ж досить спірне датування комплексу віком понад 1 млн років у світлі останніх даних не підтверджується. Російські дослідники зуби і плечову кістку датують віком 126 тис. років і відносять до однієї з перехідних форм людини прямоходячої. Ці знахідки зберігаються в Державному музеї історії Узбекистану в Ташкенті. П'ять зубів, мабуть, належали індивідууму чоловічої статі у віці 35-40 років, один зуб (різець № 1) належав індивідууму жіночої статі, оскільки має невеликі розміри.